# Lengyelország az 1980. évi nyári olimpiai játékokon
Lengyelország a szovjetunióbeli Moszkvában megrendezett 1980. évi nyári olimpiai játékok egyik részt vevő nemzete volt. Az országot az olimpián 21 sportágban 306 sportoló képviselte, akik összesen 32 érmet szereztek.

## Érmesek
| Érem  | Versenyző                                                                          | Sportág      | Versenyszám                  |
| ----- | ---------------------------------------------------------------------------------- | ------------ | ---------------------------- |
| Arany | Bronisław Malinowski                                                               | Atlétika     | Férfi 3000 m akadály         |
| Arany | Władysław Kozakiewicz                                                              | Atlétika     | Férfi rúdugrás               |
| Arany | Jan Kowalczyk                                                                      | Lovaglás     | Egyéni díjugratás            |
| Ezüst | Krzysztof Zwoliński Zenon Licznerski Lech Dunecki Marian Woronin                   | Atlétika     | Férfi 4 × 100 m váltó        |
| Ezüst | Jacek Wszoła                                                                       | Atlétika     | Férfi magasugrás             |
| Ezüst | Tadeusz Ślusarski                                                                  | Atlétika     | Férfi rúdugrás               |
| Ezüst | Urszula Kielan                                                                     | Atlétika     | Női magasugrás               |
| Ezüst | Józef Lipień                                                                       | Birkózás     | Kötöttfogás, 57 kg           |
| Ezüst | Andrzej Supron                                                                     | Birkózás     | Kötöttfogás, 68 kg           |
| Ezüst | Jan Dołgowicz                                                                      | Birkózás     | Kötöttfogás, 82 kg           |
| Ezüst | Roman Bierła                                                                       | Birkózás     | Kötöttfogás, 100 kg          |
| Ezüst | Władysław Stecyk                                                                   | Birkózás     | Szabadfogás, 52 kg           |
| Ezüst | Małgorzata Dłużewska Czesława Kościańska-Szczepińska                               | Evezés       | Női kormányos nélküli kettes |
| Ezüst | Czesław Lang                                                                       | Kerékpározás | Férfi egyéni mezőnyverseny   |
| Ezüst | Jan Kowalczyk Wiesław Hartman Marian Kozicki Janusz Bobik                          | Lovaglás     | Csapat díjugratás            |
| Ezüst | Paweł Skrzecz                                                                      | Ökölvívás    | Félnehézsúly                 |
| Ezüst | Andrzej Lis Mariusz Strzałka Leszek Swornowski Ludomir Chronowski Piotr Jabłkowski | Vívás        | Férfi párbajtőr, csapat      |
| Bronz | Lucyna Langer                                                                      | Atlétika     | Női 100 m gát                |
| Bronz | Aleksander Cichoń                                                                  | Birkózás     | Szabadfogás, 90 kg           |
| Bronz | Adam Sandurski                                                                     | Birkózás     | Szabadfogás, +100 kg         |
| Bronz | Janusz Pawłowski                                                                   | Cselgáncs    | Férfi harmatsúly             |
| Bronz | Grzegorz Stellak Adam Tomasiak Grzegorz Nowak Ryszard Stadniuk Ryszard Kubiak      | Evezés       | Férfi kormányos négyes       |
| Bronz | Krzysztof Kosedowski                                                               | Ökölvívás    | Pehelysúly                   |
| Bronz | Kazimierz Adach                                                                    | Ökölvívás    | Könnyűsúly                   |
| Bronz | Kazimierz Szczerba                                                                 | Ökölvívás    | Váltósúly                    |
| Bronz | Jerzy Rybicki                                                                      | Ökölvívás    | Középsúly                    |
| Bronz | Tadeusz Dembończyk                                                                 | Súlyemelés   | 56 kg                        |
| Bronz | Marek Seweryn                                                                      | Súlyemelés   | 60 kg                        |
| Bronz | Tadeusz Rutkowski                                                                  | Súlyemelés   | +110 kg                      |
| Bronz | Agnieszka Czopek                                                                   | Úszás        | Női 400 m vegyes             |
| Bronz | Adam Robak Bogusław Zych Lech Koziejowski Marian Sypniewski                        | Vívás        | Férfi tőr, csapat            |
| Bronz | Barbara Wysoczańska                                                                | Vívás        | Női tőr, egyéni              |

## Atlétika
Férfi
| Versenyző                                                        | Versenyszám     | Előfutam | Előfutam | Előfutam | Negyeddöntő | Negyeddöntő | Negyeddöntő | Elődöntő | Elődöntő | Elődöntő | Döntő         | Döntő         |
| Versenyző                                                        | Versenyszám     | Idő      | Hely.    | Össz.    | Idő         | Hely.       | Össz.       | Idő      | Hely.    | Össz.    | Idő           | Helyezés      |
| ---------------------------------------------------------------- | --------------- | -------- | -------- | -------- | ----------- | ----------- | ----------- | -------- | -------- | -------- | ------------- | ------------- |
| Marian Woronin                                                   | 200 m           | 21,63    | 1.       | 27.      | 20,97       | 2.          | 14.         | 20,75    | 3.       | 4.*      | 20,81         | 7.            |
| Marian Woronin                                                   | 100 m           | 10,35    | 2.       | 6.*      | 10,27       | 2.          | 6.*         | 10,43    | 4.       | 6.       | 10,46         | 7.            |
| Krzysztof Zwoliński                                              | 100 m           | 10,60    | 3.       | 29.      | 10,54       | 7.          | 25.*        | kiesett  | kiesett  | kiesett  | kiesett       | kiesett       |
| Lech Dunecki                                                     | 100 m           | 10,42    | 2.       | 14.*     | 10,40       | 5.          | 19.         | kiesett  | kiesett  | kiesett  | kiesett       | kiesett       |
| Lech Dunecki                                                     | 200 m           | 21,30w   | 2.       | 13.      | 20,87       | 3.          | 5.          | 20,82    | 3.       | 7.       | 20,68         | 6.            |
| Zenon Licznerski                                                 | 200 m           | 21,36    | 4.       | 16.*     | 21,22       | 5.          | 22.*        | kiesett  | kiesett  | kiesett  | kiesett       | kiesett       |
| Andrzej Stępień                                                  | 400 m           | 47,99    | 3.       | 32.      | 46,31       | 5.          | 16.         | kiesett  | kiesett  | kiesett  | kiesett       | kiesett       |
| Jerzy Pietrzyk                                                   | 400 m           | 47,18    | 5.       | 13.      | kiesett     | kiesett     | kiesett     | kiesett  | kiesett  | kiesett  | kiesett       | kiesett       |
| Mirosław Żerkowski                                               | 1500 m          | 3:39,19  | 5.       | 5.       |             |             |             | 3:48,15  | 9.       | 18.      | kiesett       | kiesett       |
| Zbigniew Pierzynka                                               | Maraton         |          |          |          |             |             |             |          |          |          | 2:20:03       | 26.           |
| Ryszard Marczak                                                  | Maraton         |          |          |          |             |             |             |          |          |          | nem ért célba | nem ért célba |
| Andrzej Sajkowski                                                | Maraton         |          |          |          |             |             |             |          |          |          | nem ért célba | nem ért célba |
| Jan Pusty                                                        | 110 m gát       | 13,84    | 2.       | 8.*      |             |             |             | 13,81    | 4.       | 9.       | 13,68         | 5.            |
| Ryszard Szparak                                                  | 400 m gát       | 50,45    | 4.       | 10.      |             |             |             | 50,41    | 6.       | 7.       | kiesett       | kiesett       |
| Bronisław Malinowski                                             | 3000 m akadály  | 8:29,80  | 1.       | 7.       |             |             |             | 8:21,15  | 1.       | 5.       | 8:09,70       |               |
| Bogusław Mamiński                                                | 3000 m akadály  | 8:23,92  | 3.       | 3.       |             |             |             | 8:18,78  | 3.       | 3.       | 8:19,43       | 7.            |
| Krzysztof Wesołowski                                             | 3000 m akadály  | 8:35,58  | 4.       | 15.      |             |             |             | 8:33,02  | 9.       | 16.      | kiesett       | kiesett       |
| Bohdan Bułakowski                                                | 20 km gyaloglás |          |          |          |             |             |             |          |          |          | 1:28:36,3     | 7.            |
| Bohdan Bułakowski                                                | 50 km gyaloglás |          |          |          |             |             |             |          |          |          | nem ért célba | nem ért célba |
| Stanisław Rola                                                   | 50 km gyaloglás |          |          |          |             |             |             |          |          |          | 4:07:07       | 7.            |
| Krzysztof Zwoliński Zenon Licznerski Lech Dunecki Marian Woronin | 4 × 100 m váltó | 38,83    | 2.       | 3.       |             |             |             |          |          |          | 38,33         |               |
| Jan Pawłowicz Jerzy Pietrzyk Adam Starostka Andrzej Stępień      | 4 × 400 m váltó | 3:05,8   | 4.       | 9.       |             |             |             |          |          |          | kiesett       | kiesett       |

| Versenyző             | Versenyszám   | Selejtező | Selejtező | Döntő      | Döntő    |
| Versenyző             | Versenyszám   | Eredmény  | Helyezés  | Eredmény   | Helyezés |
| --------------------- | ------------- | --------- | --------- | ---------- | -------- |
| Jacek Wszoła          | Magasugrás    | 221 cm    | 11.       | 231 cm     |          |
| Janusz Trzepizur      | Magasugrás    | 221 cm    | 15.       | 218 cm     | 12.      |
| Władysław Kozakiewicz | Rúdugrás      | 540 cm    | 5.        | 578 cm     |          |
| Tadeusz Ślusarski     | Rúdugrás      | 540 cm    | 1.*       | 565 cm     | *        |
| Mariusz Klimczyk      | Rúdugrás      | 540 cm    | 1.*       | 555 cm     | 6.       |
| Stanisław Jaskułka    | Távolugrás    | 807 cm    | 3.        | 813 797 cm | 5.       |
| Andrzej Klimaszewski  | Távolugrás    | 776 cm    | 14.       | kiesett    | kiesett  |
| Zdzisław Hoffmann     | Hármasugrás   | 15,35 m   | 16.       | kiesett    | kiesett  |
| Ireneusz Golda        | Kalapácsvetés | 70,88 m   | 9.        | 73,74 m    | 8.       |
| Dariusz Adamus        | Gerelyhajítás | 76,82 m   | 15.       | kiesett    | kiesett  |

| Versenyző           | Versenyszám | 100 m | 100 m | Távolugrás | Távolugrás | Súlylökés | Súlylökés | Magasugrás | Magasugrás | 400 m | 400 m | 110 m gát | 110 m gát | Diszkoszvetés | Diszkoszvetés | Rúdugrás | Rúdugrás | Gerelyhajítás | Gerelyhajítás | 1500 m | 1500 m | Végeredmény | Végeredmény |
| Versenyző           | Versenyszám | Idő   | Pont  | Eredmény   | Pont       | Eredmény  | Pont      | Eredmény   | Pont       | Idő   | Pont  | Idő       | Pont      | Eredmény      | Pont          | Eredmény | Pont     | Eredmény      | Pont          | Idő    | Pont   | Pont        | Helyezés    |
| ------------------- | ----------- | ----- | ----- | ---------- | ---------- | --------- | --------- | ---------- | ---------- | ----- | ----- | --------- | --------- | ------------- | ------------- | -------- | -------- | ------------- | ------------- | ------ | ------ | ----------- | ----------- |
| Dariusz Ludwig      | Tízpróba    | 11,35 | 721   | 751 cm     | 923        | 13,32 m   | 685       | 208 cm     | 925        | 50,55 | 781   | 15,38w    | 809       | 45,82 m       | 797           | 480 cm   | 1.005    | 58,38 m       | 741           | 4:29,7 | 591    | 7978        | 6.          |
| Janusz Szczerkowski | Tízpróba    | 11,22 | 752   | 738 cm     | 897        | 14,06 m   | 732       | 200 cm     | 857        | 49,64 | 821   | 14,57     | 896       | 44,74 m       | 777           | 490 cm   | 1.028    | 45,22 m       | 567           | 4:44,9 | 495    | 7822        | 10.         |

Női
| Versenyző                                                                          | Versenyszám     | Előfutam | Előfutam | Előfutam | Negyeddöntő | Negyeddöntő | Negyeddöntő | Elődöntő | Elődöntő | Elődöntő | Döntő   | Döntő    |
| Versenyző                                                                          | Versenyszám     | Idő      | Hely.    | Össz.    | Idő         | Hely.       | Össz.       | Idő      | Hely.    | Össz.    | Idő     | Helyezés |
| ---------------------------------------------------------------------------------- | --------------- | -------- | -------- | -------- | ----------- | ----------- | ----------- | -------- | -------- | -------- | ------- | -------- |
| Elżbieta Stachurska                                                                | 100 m           | kizárták | kizárták | kizárták | kiesett     | kiesett     | kiesett     | kiesett  | kiesett  | kiesett  | kiesett | kiesett  |
| Elżbieta Stachurska                                                                | 200 m           | 23,58    | 4.       | 17.      | 23,11       | 7.          | 11.         | kiesett  | kiesett  | kiesett  | kiesett | kiesett  |
| Małgorzata Dunecka                                                                 | 400 m           | 51,81    | 4.       | 7.       |             |             |             | 51,93    | 7.       | 12.      | kiesett | kiesett  |
| Grażyna Oliszewska                                                                 | 400 m           | 52,62    | 3.       | 18.      |             |             |             | 52,36    | 7.       | 14.      | kiesett | kiesett  |
| Irena Szewińska-Kirszenstein                                                       | 400 m           | 52,57    | 3.       | 16.*     |             |             |             | 53,13    | 8.       | 16.      | kiesett | kiesett  |
| Jolanta Januchta                                                                   | 800 m           | 1:59,64  | 2.       | 6.       |             |             |             | 1:58,84  | 3.       | 7.       | 1:58,3  | 6.       |
| Elżbieta Skowrońska-Katolik                                                        | 800 m           | 2:01,13  | 4.       | 12.      |             |             |             | 2:01,08  | 7.       | 15.      | kiesett | kiesett  |
| Anna Bukis                                                                         | 800 m           | 1:58,90  | 4.       | 4.       |             |             |             | 2:00,23  | 7.       | 12.      | kiesett | kiesett  |
| Anna Bukis                                                                         | 1500 m          | 4:05,97  | 5.       | 12.      |             |             |             |          |          |          | kiesett | kiesett  |
| Lucyna Langer                                                                      | 100 m gát       | 12,75    | 2.       | 3.       |             |             |             | 12,91    | 2.       | 5.       | 12,65   |          |
| Grażyna Rabsztyn                                                                   | 100 m gát       | 12,72    | 1.       | 2.       |             |             |             | 12,64    | 1.       | 1.       | 12,74   | 5.       |
| Zofia Bielczyk                                                                     | 100 m gát       | 13,21    | 3.       | 9.       |             |             |             | 13,09    | 4.       | 8.       | 13,08   | 8.       |
| Lucyna Langer Elżbieta Stachurska Zofia Bielczyk Grażyna Rabsztyn                  | 4 × 100 m váltó |          |          |          |             |             |             |          |          |          | 43,59   | 7.       |
| Grażyna Oliszewska Elżbieta Skowrońska-Katolik Jolanta Januchta Małgorzata Dunecka | 4 × 400 m váltó | 3:29,7   | 2.       | 5.*      |             |             |             |          |          |          | 3:27,9  | 6.       |

| Versenyző            | Versenyszám   | Selejtező | Selejtező | Döntő    | Döntő    |
| Versenyző            | Versenyszám   | Eredmény  | Helyezés  | Eredmény | Helyezés |
| -------------------- | ------------- | --------- | --------- | -------- | -------- |
| Urszula Kielan       | Magasugrás    | 188 cm    | 1.        | 194 cm   |          |
| Elżbieta Krawczuk    | Magasugrás    | 185 cm    | 13.       | kiesett  | kiesett  |
| Danuta Bułkowska     | Magasugrás    | 185 cm    | 14.       | kiesett  | kiesett  |
| Anna Włodarczyk      | Távolugrás    | 658 cm    | 6.        | 695 cm   | 4.       |
| Barbara Baran-Wojnar | Távolugrás    | 644 cm    | 12.       | 633 cm   | 11.      |
| Bernadeta Blechacz   | Gerelyhajítás | 59,90 m   | 10.       | 61,46 m  | 9.       |

| Versenyző           | Versenyszám | 100 m gát | 100 m gát | Súlylökés | Súlylökés | Magasugrás | Magasugrás | Távolugrás | Távolugrás | 800 m  | 800 m | Végeredmény | Végeredmény |
| Versenyző           | Versenyszám | Idő       | Pont      | Eredmény  | Pont      | Eredmény   | Pont       | Eredmény   | Pont       | Idő    | Pont  | Pont        | Helyezés    |
| ------------------- | ----------- | --------- | --------- | --------- | --------- | ---------- | ---------- | ---------- | ---------- | ------ | ----- | ----------- | ----------- |
| Małgorzata Guzowska | Ötpróba     | 14,16     | 846       | 13,63 m   | 817       | 180 cm     | 1031       | 621 cm     | 952        | 2:29,3 | 680   | 4326        | 12.         |

* - egy másik versenyzővel azonos eredményt ért el

## Birkózás
Kötöttfogású
| Versenyző            | Versenyszám | 1. forduló                             | 2. forduló                           | 3. forduló                            | 4. forduló                    | 5. forduló        | Döntő                                                                                           | Helyezés    |
| Versenyző            | Versenyszám | Ellenfél Eredmény                      | Ellenfél Eredmény                    | Ellenfél Eredmény                     | Ellenfél Eredmény             | Ellenfél Eredmény | Ellenfél Eredmény                                                                               | Helyezés    |
| -------------------- | ----------- | -------------------------------------- | ------------------------------------ | ------------------------------------- | ----------------------------- | ----------------- | ----------------------------------------------------------------------------------------------- | ----------- |
| Roman Kierpacz       | 48 kg       | Seres Ferenc (HUN) · kétvállas         | Zsakszilik Üskempirov (URS) · 10–13  | kiesett                               | kiesett                       | kiesett           | kiesett                                                                                         | 8.          |
| Stanisław Wróblewski | 52 kg       | Nicu Gingă (ROU) · 6–7                 | Abdel Nasser El-Oulabi (SYR) · 19–6  | Rácz Lajos (HUN) · kizárták           | kiesett                       |                   | kiesett                                                                                         | 6.          |
| Józef Lipień         | 57 kg       | Josef Krysta (TCH) · 11–5              | Georgi Donev (BUL) · kétvállas       | erőnyerő                              | Molnár Gyula (HUN) · 10–4     |                   | 1. mérkőzés · Benni Ljungbeck (SWE) · kizárták · 2. mérkőzés · Samil Szerikov (URS) · 4–11      |             |
| Kazimierz Lipień     | 62 kg       | Stelios Mygiakis (GRE) · 2–4           | Lars Malmkvist (SWE) · kizárták      | Panajot Kirov (BUL) · 3–5             | kiesett                       | kiesett           | kiesett                                                                                         | 6.          |
| Andrzej Supron       | 68 kg       | Sakhidad Hamidi (AFG) · kizárták       | Gaál Károly (HUN) · kizárták         | Buyandelgeriin Bold (MGL) · kétvállas | Szuren Nalbandjan (URS) · 4–2 | erőnyerő          | 1. mérkőzés · Lars-Erik Skiöld (SWE) · kétvállas · 2. mérkőzés · Ştefan Rusu (ROU) · 2–3        |             |
| Wiesław Dziadura     | 74 kg       | Anatolij Bikov (URS) · 5–6             | Gheorghe Minea (ROU) · 4–3           | Mikko Huhtala (FIN) · 3–7             | kiesett                       | kiesett           | kiesett                                                                                         | helyezetlen |
| Jan Dołgowicz        | 82 kg       | Ion Draica (ROU) · kizárták            | Jarmo Övermark (FIN) · kétvállas     | Mohamed El-Oulabi (SYR) · kizárták    | Gennagyij Korban (URS) · 4–11 |                   | Hozott eredmény · Gennagyij Korban (URS) · 4–11 1. mérkőzés · Pavel Pavlov (BUL) · kétvállas    |             |
| Czesław Kwieciński   | 90 kg       | Jamtsyn Bor (MGL) · 11–3               | Frank Andersson (SWE) · 0–19         | Igor Kanigin (URS) · 2–10             | kiesett                       | kiesett           | kiesett                                                                                         | helyezetlen |
| Roman Bierła         | 100 kg      | Svend Erik Studsgaard (DEN) · kizárták | Georgios Poikilidis (GRE) · kizárták | Vasile Andrei (ROU) · kizárták        | Refik Memišević (YUG) · 5–2   |                   | Hozott eredmény · Vasile Andrei (ROU) · kizárták · 1. mérkőzés · Georgi Rajkov (BUL) · kizárták |             |
| Marek Galiński       | +100 kg     | Arturo Díaz (CUB) · kizárták           | Roman Codreanu (ROU) · kizárták      | kiesett                               | kiesett                       |                   | kiesett                                                                                         | 8.          |

Szabadfogású
| Versenyző           | Versenyszám | 1. forduló                            | 2. forduló                          | 3. forduló                            | 4. forduló                            | 5. forduló                                | 6. forduló                            | Döntő                                                                                                   | Helyezés    |
| Versenyző           | Versenyszám | Ellenfél Eredmény                     | Ellenfél Eredmény                   | Ellenfél Eredmény                     | Ellenfél Eredmény                     | Ellenfél Eredmény                         | Ellenfél Eredmény                     | Ellenfél Eredmény                                                                                       | Helyezés    |
| ------------------- | ----------- | ------------------------------------- | ----------------------------------- | ------------------------------------- | ------------------------------------- | ----------------------------------------- | ------------------------------------- | --- | ----------- |
| Jan Falandys        | 48 kg       | Claudio Pollio (ITA) · 4–8            | Mohammad Aktar (AFG) · 23–0         | Gheorghe Raşovan (ROU) · kétvállas    | Mahabir Singh (IND) · 14–5            | Csang Szehong (Jang Se-hong) (PRK) · 8–13 |                                       | kiesett                                                                                                 | 4.          |
| Władysław Stecyk    | 52 kg       | Petre Ciarnău (ROU) · kizárták        | Luis Ocana (CUB) · 20–3             | Kumar Ashok (IND) · 17–3              | erőnyerő                              | Szabó Lajos (HUN) · kizárták              | Anatolij Beloglazov (URS) · kétvállas | Hozott eredmény · Anatolij Beloglazov (URS) · kétvállas · 1. mérkőzés · Nermedin Szelimov (BUL) · 6–5 · |             |
| Wiesław Kończak     | 57 kg       | Amrik Singh Gill (GBR) · 24–3         | Cris Brown (AUS) · 33–1             | Ri Hophjong (Li Ho-Pyong) (PRK) · 5–9 | Szergej Beloglazov (URS) · kétvállas  | kiesett                                   |                                       | kiesett                                                                                                 | 6.          |
| Jan Szymański       | 62 kg       | Miho Dukov (BUL) · kétvállas          | Adnan Kudmani (SYR) · kétvállas     | Raúl Cascaret (CUB) · kétvállas       | kiesett                               | kiesett                                   | kiesett                               | kiesett                                                                                                 | helyezetlen |
| Stanisław Chiliński | 68 kg       | Szajpulla Abszaidov (URS) · kétvállas | Said Admane (ALG) · kétvállas       | Eberhard Probst (GDR) · 5–6           | kiesett                               | kiesett                                   |                                       | kiesett                                                                                                 | helyezetlen |
| Ryszard Ścigalski   | 74 kg       | Ibrahim Khalil Juma (IRQ) · kétvállas | Isaie Tonye (CMR) · kétvállas       | Pavel Pinyigin (URS) · kétvállas      | István Fehér (HUN) · kizárták         | Valentin Rajcsev (BUL) · 4–9              | kiesett                               | kiesett                                                                                                 | 5.          |
| Henryk Mazur        | 82 kg       | Ahmadjan Khasan (AFG) · kizárták      | Sören Claeson (SWE) · 11–5          | Mohamed El-Oulabi (SYR) · 15–6        | Magomedhan Aracilov (URS) · kétvállas | Kovács István (HUN) · 4–7                 |                                       | kiesett                                                                                                 | 4.          |
| Aleksander Cichoń   | 90 kg       | Amadou Katy Diop (SEN) · kétvállas    | Jean-Claude Biloa (CMR) · kétvállas | Mick Pikos (AUS) · kizárták           | Christophe Andanson (FRA) · 12–1      | erőnyerő                                  |                                       | 1. mérkőzés · Szanaszar Oganeszjan (URS) · 3–9 · 2. mérkőzés · Uwe Neupert (GDR) · 2–6                  |             |
| Tomasz Busse        | 100 kg      | erőnyerő                              | Satpal Singh (IND) · 18–3           | Július Strnisko (TCH) · 10–6          | Harald Büttner (GDR) · 4–4            | Ilja Matye (URS) · 2–9                    |                                       | kiesett                                                                                                 | 5.          |
| Adam Sandurski      | +100 kg     | Arturo Díaz (CUB) · kétvállas         | Matthew Clempner (GBR) · kétvállas  | Miguel Zambrano (PER) · kétvállas     | Andrei Ianko (ROU) · kétvállas        |                                           |                                       | 1. mérkőzés · Szoszlan Angyijev (URS) · 3–6 · 2. mérkőzés · József Balla (HUN) · 4–4                    |             |

## Cselgáncs
| Versenyző          | Versenyszám  | Csoport | 32-es főtábla                 | Nyolcaddöntő                    | Negyeddöntő               | Elődöntő                  | Vigaszág negyeddöntő  | Vigaszág elődöntő         | Bronz- mérkőzés              | Döntő             | Helyezés |
| Versenyző          | Versenyszám  | Csoport | Ellenfél Eredmény             | Ellenfél Eredmény               | Ellenfél Eredmény         | Ellenfél Eredmény         | Ellenfél Eredmény     | Ellenfél Eredmény         | Ellenfél Eredmény            | Ellenfél Eredmény | Helyezés |
| ------------------ | ------------ | ------- | ----------------------------- | ------------------------------- | ------------------------- | ------------------------- | --------------------- | ------------------------- | ---------------------------- | ----------------- | -------- |
| Marian Donat       | Légsúly      | B       | João Paulo Mendonça (POR) · V | kiesett                         | kiesett                   | kiesett                   |                       |                           |                              |                   | 19.      |
| Janusz Pawłowski   | Harmatsúly   | B       | Gelencsér Imre (HUN) · GY     | Gerardo Padilla (MEX) · GY      | Djibril Sambou (SEN) · GY | Tsendiin Damdin (MGL) · V |                       |                           | Yves Delvingt (FRA) · GY     |                   |          |
| Edward Alkśnin     | Könnyűsúly   | A       | Anelson Vieira (BRA) · GY     | Halldór Guðbjörnsson (ISL) · GY | Neil Adams (GBR) · V      |                           |                       | Michael Picken (AUS) · GY | Karl-Heinz Lehmann (GDR) · V |                   | 5.       |
| Jarosław Brawata   | Váltósúly    | A       | Berkane Adda (ALG) · V        | kiesett                         | kiesett                   | kiesett                   |                       |                           |                              |                   | 17.      |
| Krzysztof Kurczyna | Középsúly    | A       | Mark Carew (AUS) · GY         | Aleksandrs Jackēvičs (URS) · V  | kiesett                   | kiesett                   |                       |                           |                              |                   | 13.      |
| Dariusz Nowakowski | Félnehézsúly | A       | Tengiz Hubuluri (URS) · V     |                                 |                           |                           | Daniel Radu (ROU) · V | kiesett                   | kiesett                      |                   | 9.       |
| Wojciech Reszko    | Nehézsúly    | A       | erőnyerő                      | Angelo Parisi (FRA) · V         |                           |                           |                       | Vladimír Kocman (TCH) · V | kiesett                      |                   | 7.       |
| Wojciech Reszko    | Nyílt        | B       | Ozsvár András (HUN) · V       | kiesett                         | kiesett                   | kiesett                   |                       |                           |                              |                   | 15.      |

## Evezés
Férfi
| Versenyző | Versenyszám              | Előfutam | Előfutam | Vigaszág | Vigaszág | Elődöntő | Elődöntő | Döntő   | Döntő   | Döntő   | Helyezés |
| Versenyző | Versenyszám              | Idő      | Hely.    | Idő      | Hely.    | Idő      | Hely.    | Típus   | Idő     | Hely.   | Helyezés |
| --- | ------------------------ | -------- | -------- | -------- | -------- | -------- | -------- | ------- | ------- | ------- | -------- |
| Wiesław Kujda Piotr Tobolski | Kétpárevezős             | 7:01,79  | 2.       | 6:47,38  | 2.       |          |          | A       | 6:39,66 | 6.      | 6.       |
| Andrzej Skowroński Zbigniew Andruszkiewicz Ryszard Burak Stanisław Wierzbicki                                                                       | Négypárevezős            | 6:27,24  | 6.       | 6:16,69  | 5.       |          |          | B       | 5:58,63 | 1.      | 7.       |
| Mirosław Jarzembowski Mariusz Trzciński Henryk Trzciński Marek Niedziałkowski                                                                       | Kormányos nélküli négyes | 6:55,28  | 5.       | 6:30,26  | 4.       |          |          | B       | 6:22,31 | 2.      | 8.       |
| Grzegorz Stellak Adam Tomasiak Grzegorz Nowak Ryszard Stadniuk Ryszard Kubiak                                                                       | Kormányos négyes         | 6:47,61  | 2.       | 6:32,28  | 1.       |          |          | A       | 6:22,52 | 3.      |          |
| Paweł Borkowski Wiesław Kujda Grzegorz Stellak Adam Tomasiak Grzegorz Nowak Ryszard Stadniuk Mirosław Kowalewski Władysław Beszterda Ryszard Kubiak | Nyolcas                  | 6:00,43  | 3.       | 5:47,35  | 3.       |          |          | kiesett | kiesett | kiesett | 9.       |

Női
| Versenyző | Versenyszám              | Előfutam | Előfutam | Vigaszág | Vigaszág | Elődöntő | Elődöntő | Döntő   | Döntő   | Döntő   | Helyezés |
| Versenyző | Versenyszám              | Idő      | Hely.    | Idő      | Hely.    | Idő      | Hely.    | Típus   | Idő     | Hely.   | Helyezés |
| --- | ------------------------ | -------- | -------- | -------- | -------- | -------- | -------- | ------- | ------- | ------- | -------- |
| Beata Dziadura | Egypárevezős             | 4:02,11  | 2.       | erőnyerő | erőnyerő | 3:49,06  | 3.       | A       | 3:51,45 | 6.      | 6.       |
| Hanna Jarkiewicz Janina Klucznik | Kétpárevezős             | 3:34,11  | 1.       | erőnyerő | erőnyerő |          |          | A       | 3:27,25 | 5.      | 5.       |
| Małgorzata Dłużewska Czesława Kościańska-Szczepińska | Kormányos nélküli kettes | 3:56,08  | 1.       | erőnyerő | erőnyerő |          |          | A       | 3:30,95 | 2.      |          |
| Bogusława Kozłowska-Tomasiak Mariola Abrahamczyk Maria Kobylińska Aleksandra Kaczyńska Maria Dzieźa                                                     | Kormányos négypárevezős  | 3:27,95  | 3.       | 3:22,75  | 4.       |          |          | A       | 3:20,95 | 5.      | 5.       |
| Urszula Niebrzydowska Ewa Lewandowska Wanda Piątkowska Beata Kamuda Jolanta Modlińska Teresa Soroka Krystyna Ambros Wiesława Kiełsznia Grażyna Różańska | Nyolcas                  | 3:25,15  | 3.       | 3:24,04  | 4.       |          |          | kiesett | kiesett | kiesett | 6.       |

## Gyeplabda

### Férfi
| Lengyel férfi gyeplabdacsapat-játékoskeret                                                                                                   | Lengyel férfi gyeplabdacsapat-játékoskeret |
| --- | --- |
| - Zygfryd Józefiak - Andrzej Mikina - Krystian Bąk - Włodzimierz Stanisławski - Leszek Hensler - Jan Sitek - Jerzy Wybieralski - Leszek Tórz | - Zbigniew Rachwalski - Henryk Horwat - Andrzej Myśliwiec - Leszek Andrzejczak - Jan Mielniczak - Mariusz Kubiak - Adam Dolatowski - Krzysztof Głodowski |

#### Eredmények
Csoportkör
| Csapat              | M | Gy | D | V | G+ | G– | Gk  | P |
| ------------------- | - | -- | - | - | -- | -- | --- | - |
| Spanyolország (ESP) | 5 | 4  | 1 | 0 | 33 | 3  | +30 | 9 |
| India (IND)         | 5 | 3  | 2 | 0 | 39 | 6  | +33 | 8 |
| Szovjetunió (URS)   | 5 | 3  | 0 | 2 | 30 | 11 | +19 | 6 |
| Lengyelország (POL) | 5 | 2  | 1 | 2 | 19 | 15 | +4  | 5 |
| Kuba (CUB)          | 5 | 1  | 0 | 4 | 7  | 42 | –35 | 2 |
| Tanzánia (TAN)      | 5 | 0  | 0 | 5 | 3  | 54 | –51 | 0 |

| 1980. július 20. 11:00 | Lengyelország (POL) | 7–1 | Kuba (CUB) |  |
| 1980. július 20. 11:00 | (3–0)               |     |            |  |

| 1980. július 21. 17:00 | India (IND) | 2–2 | Lengyelország (POL) |  |
| 1980. július 21. 17:00 | (1–0)       |     |                     |  |

| 1980. július 23. 17:00 | Szovjetunió (URS) | 5–1 | Lengyelország (POL) |  |
| 1980. július 23. 17:00 | (2–0)             |     |                     |  |

| 1980. július 24. 12:45 | Spanyolország (ESP) | 6–0 | Lengyelország (POL) |  |
| 1980. július 24. 12:45 | (5–0)               |     |                     |  |

| 1980. július 26. 11:00 | Lengyelország (POL) | 9–1 | Tanzánia (TAN) |  |
| 1980. július 26. 11:00 | (3–1)               |     |                |  |

Bronzmérkőzés
| 1980. július 29. 15:00 | Szovjetunió (URS) | 2–1 | Lengyelország (POL) |  |
| 1980. július 29. 15:00 | (2–0)             |     |                     |  |

| Csapat              | Helyezés |
| ------------------- | -------- |
| Lengyelország (POL) | 4.       |

### Női
| Lengyel női gyeplabdacsapat-játékoskeret | Lengyel női gyeplabdacsapat-játékoskeret |
| --- | --- |
| - Małgorzata Gajewska - Bogumiła Pajor - Jolanta Sekulak - Jolanta Błędowska - Lucyna Matuszna - Danuta Stanisławska - Wiesława Ryłko - Lidia Zgajewska | - Maria Kornek - Małgorzata Lipska - Halina Kołdras - Lucyna Siejka - Dorota Bielska - Dorota Załęczna - Michalina Plekaniec - Jadwiga Kołdras |

#### Eredmények
Csoportkör
| 1980. július 25. 11:00 | Zimbabwe (ZIM) | 4–0 | Lengyelország (POL) |  |
| 1980. július 25. 11:00 | (2–0)          |     |                     |  |

| 1980. július 27. 13:00 | India (IND) | 4–0 | Lengyelország (POL) |  |
| 1980. július 27. 13:00 | (2–0)       |     |                     |  |

| 1980. július 28. 14:45 | Ausztria (AUT) | 3–0 | Lengyelország (POL) |  |
| 1980. július 28. 14:45 | (2–0)          |     |                     |  |

| 1980. július 30. | Szovjetunió (URS) | 6–0 | Lengyelország (POL) |  |
| 1980. július 30. | (3–0)             |     |                     |  |

| 1980. július 31. 10:00 | Csehszlovákia (TCH) | 1–0 | Lengyelország (POL) |  |
| 1980. július 31. 10:00 | (0–0)               |     |                     |  |

Végeredmény
| Helyezés | Csapat              | M | Gy | D | V | G+ | G– | Gk  | P |
| -------- | ------------------- | - | -- | - | - | -- | -- | --- | - |
| Arany    | Zimbabwe (ZIM)      | 5 | 3  | 2 | 0 | 13 | 4  | +9  | 8 |
| Ezüst    | Csehszlovákia (TCH) | 5 | 3  | 1 | 1 | 10 | 5  | +5  | 7 |
| Bronz    | Szovjetunió (URS)   | 5 | 3  | 0 | 2 | 11 | 5  | +6  | 6 |
| 4.       | India (IND)         | 5 | 2  | 1 | 2 | 9  | 6  | +3  | 5 |
| 5.       | Ausztria (AUT)      | 5 | 2  | 0 | 3 | 6  | 11 | –5  | 4 |
| 6.       | Lengyelország (POL) | 5 | 0  | 0 | 5 | 0  | 18 | –18 | 0 |

| Csapat              | Helyezés |
| ------------------- | -------- |
| Lengyelország (POL) | 6.       |

## Íjászat
| Versenyző               | Versenyszám  | 1. forduló | 1. forduló | 2. forduló | 2. forduló | Összesítés | Összesítés |
| Versenyző               | Versenyszám  | Pont       | Hely.      | Pont       | Hely.      | Pont       | Helyezés   |
| ----------------------- | ------------ | ---------- | ---------- | ---------- | ---------- | ---------- | ---------- |
| Krzysztof Włosik        | Férfi egyéni | 1178       | 19.        | 1232       | 4.         | 2410       | 10.        |
| Maria Szeliga           | Női egyéni   | 1190       | 6.         | 1175       | 8.         | 2365       | 7.         |
| Jadwiga Szosler-Wilejto | Női egyéni   | 1165       | 11.        | 1163       | 12.        | 2328       | 11.        |

## Kajak-kenu
Férfi
| Versenyző                                                         | Versenyszám         | Előfutam | Előfutam | Előfutam | Vigaszág | Vigaszág | Vigaszág | Elődöntő | Elődöntő | Elődöntő | Döntő   | Döntő    |
| Versenyző                                                         | Versenyszám         | Idő      | Hely.    | Össz.    | Idő      | Hely.    | Össz.    | Idő      | Hely.    | Össz.    | Idő     | Helyezés |
| ----------------------------------------------------------------- | ------------------- | -------- | -------- | -------- | -------- | -------- | -------- | -------- | -------- | -------- | ------- | -------- |
| Grzegorz Śledziewski                                              | Kajak egyes 500 m   | 1:47,17  | 3.       | 10.      | erőnyerő | erőnyerő | erőnyerő | 1:47,31  | 4.       | 11.      | kiesett | kiesett  |
| Waldemar Merk                                                     | Kajak egyes 1000 m  | 3:48,82  | 4.       | 11.      | 3:52,27  | 3.       | 5.       | 3:58,35  | 5.       | 13.      | kiesett | kiesett  |
| Waldemar Merk Zdzisław Szubski                                    | Kajak kettes 500 m  | 1:36,98  | 3.       | 9.       | erőnyerő | erőnyerő | erőnyerő | 1:37,45  | 3.       | 10.      | 1:37,20 | 7.       |
| Krzysztof Lepianka Andrzej Klimaszewski                           | Kajak kettes 1000 m | 3:31,80  | 5.       | 9.       | 3:33,31  | 4.       | 4.       | kiesett  | kiesett  | kiesett  | kiesett | kiesett  |
| Ryszard Oborski Grzegorz Kołtan Daniel Wełna Grzegorz Śledziewski | Kajak négyes 1000 m | 3:09,92  | 2.       | 8.       | erőnyerő | erőnyerő | erőnyerő |          |          |          | 3:16,33 | 4.       |
| Marek Łbik                                                        | Kenu egyes 500 m    | 1:55,60  | 3.       | 4.       | erőnyerő | erőnyerő | erőnyerő |          |          |          | 1:55,90 | 5.       |
| Marek Łbik                                                        | Kenu egyes 1000 m   | 4:13,34  | 5.       | 10.      | 4:20,87  | 4.       | 4.       |          |          |          | kiesett | kiesett  |
| Jerzy Dunajski Marek Wisła                                        | Kenu kettes 500 m   | 1:45,67  | 1.       | 5.       | erőnyerő | erőnyerő | erőnyerő |          |          |          | 1:45,10 | 4.       |
| Marek Dopierała Jan Pinczura                                      | Kenu kettes 1000 m  | 3:58,77  | 6.       | 11.      | 3:55,99  | 3.       | 3.       |          |          |          | 3:53,01 | 6.       |

Női
| Versenyző                          | Versenyszám        | Előfutam | Előfutam | Előfutam | Vigaszág | Vigaszág | Vigaszág | Döntő   | Döntő    |
| Versenyző                          | Versenyszám        | Idő      | Hely.    | Össz.    | Idő      | Hely.    | Össz.    | Idő     | Helyezés |
| ---------------------------------- | ------------------ | -------- | -------- | -------- | -------- | -------- | -------- | ------- | -------- |
| Ewa Kamińska-Eichler               | Kajak egyes 500 m  | 1:59,75  | 1.       | 4.       | erőnyerő | erőnyerő | erőnyerő | 2:01,23 | 5.       |
| Ewa Kamińska-Eichler Ewa Wojtaszek | Kajak kettes 500 m | 1:52,14  | 3.       | 8.       | erőnyerő | erőnyerő | erőnyerő | 1:51,31 | 7.       |

## Kerékpározás

### Országúti kerékpározás
Férfi
| Versenyző                                                    | Versenyszám     | Idő               | Helyezés      |
| ------------------------------------------------------------ | --------------- | ----------------- | ------------- |
| Czesław Lang                                                 | Mezőnyverseny   | 4:51:27 (+2:58)   | 2.            |
| Tadeusz Wojtas                                               | Mezőnyverseny   | 4:56:13 (+7:44)   | 5.            |
| Krzysztof Sujka                                              | Mezőnyverseny   | 4:57:39 (+9:10)   | 22.           |
| Jan Jankiewicz                                               | Mezőnyverseny   | nem ért célba     | nem ért célba |
| Stefan Ciekański Jan Jankiewicz Czesław Lang Witold Plutecki | Csapat időfutam | 2:04:13,8 (+2:52) | 4.            |

### Pálya-kerékpározás
Sprintverseny
| Versenyző      | Versenyszám  | 1. forduló                          | 1. forduló | Vigaszág               | Vigaszág | Döntő                  | Döntő | 2. forduló                   | 2. forduló | Vigaszág                | Vigaszág | Nyolcaddöntő           | Nyolcaddöntő | Vigaszág               | Vigaszág | Döntő                | Döntő   | Negyeddöntő          | 5–8. helyért           | 5–8. helyért | Elődöntő             | Döntő                | Helyezés |
| Versenyző      | Versenyszám  | Ellenfelek Győztes idő              | Hely       | Ellenfelek Győztes idő | Hely     | Ellenfelek Győztes idő | Hely  | Ellenfél Győztes idő         | Hely       | Ellenfél Győztes idő    | Hely     | Ellenfelek Győztes idő | Hely         | Ellenfelek Győztes idő | Hely     | Ellenfél Győztes idő | Hely    | Ellenfél Győztes idő | Ellenfelek Győztes idő | Hely         | Ellenfél Győztes idő | Ellenfél Győztes idő | Helyezés |
| -------------- | ------------ | ----------------------------------- | ---------- | ---------------------- | -------- | ---------------------- | ----- | ---------------------------- | ---------- | ----------------------- | -------- | ---------------------- | ------------ | ---------------------- | -------- | -------------------- | ------- | -------------------- | ---------------------- | ------------ | -------------------- | -------------------- | -------- |
| Benedykt Kocot | Férfi egyéni | Hans Fischer (BRA) · verseny nélkül | 1.         |                        |          |                        |       | Kenrick Tucker (AUS) · 10,93 | 2.         | Lau Veldt (NED) · 11,04 | 2.       | kiesett                | kiesett      | kiesett                | kiesett  | kiesett              | kiesett | kiesett              | kiesett                | kiesett      | kiesett              | kiesett              | kiesett  |

Időfutam
| Név              | Versenyszám  | Idő      | Helyezés |
| ---------------- | ------------ | -------- | -------- |
| Andrzej Michalak | Férfi egyéni | 1:07,891 | 11.      |

Üldözőversenyek
| Versenyző                                                      | Versenyszám  | Selejtező | Selejtező | Negyeddöntő  | Negyeddöntő | Elődöntő     | Elődöntő  | Döntő        | Döntő     | Helyezés |
| Versenyző                                                      | Versenyszám  | Idő       | Hely.     | Ellenfél Idő | Saját idő   | Ellenfél Idő | Saját idő | Ellenfél Idő | Saját idő | Helyezés |
| -------------------------------------------------------------- | ------------ | --------- | --------- | ------------ | ----------- | ------------ | --------- | ------------ | --------- | -------- |
| Zbigniew Woźnicki                                              | Férfi egyéni | 4:53,53   | 12.       | kiesett      | kiesett     | kiesett      | kiesett   | kiesett      | kiesett   | kiesett  |
| Marek Kulesza Andrzej Michalak Janusz Sałach Zbigniew Woźnicki | Férfi csapat | 4:28,38   | 9.        | kiesett      | kiesett     | kiesett      | kiesett   | kiesett      | kiesett   | kiesett  |

## Kézilabda

### Férfi
| Lengyel férfi kézilabdacsapat-játékoskeret                                                                                  | Lengyel férfi kézilabdacsapat-játékoskeret                                                                                          |
| --- | --- |
| - Alfred Kałuziński - Andrzej Kącki - Grzegorz Kosma - Henryk Rozmiarek - Janusz Brzozowski - Jerzy Garpiel - Jerzy Klempel | - Marek Panas - Mieczysław Wojczak - Piotr Czaczka - Ryszard Jedliński - Zbigniew Gawlik - Zbigniew Tłuczyński - Daniel Waszkiewicz |

#### Eredmények
Csoportkör
A csoport
| Csapat              | M | Gy | D | V | G+  | G–  | Gk  | P |
| ------------------- | - | -- | - | - | --- | --- | --- | - |
| NDK (GDR)           | 5 | 4  | 1 | 0 | 108 | 92  | +16 | 9 |
| Magyarország (HUN)  | 5 | 3  | 2 | 0 | 96  | 88  | +8  | 8 |
| Spanyolország (ESP) | 5 | 2  | 1 | 2 | 102 | 106 | –4  | 5 |
| Lengyelország (POL) | 5 | 2  | 1 | 2 | 123 | 97  | +26 | 5 |
| Dánia (DEN)         | 5 | 1  | 0 | 4 | 96  | 104 | –8  | 2 |
| Kuba (CUB)          | 5 | 0  | 1 | 4 | 103 | 141 | –38 | 1 |

| 1980. július 20. 18:30 | Magyarország (HUN) | 20–20 | Lengyelország (POL) |  |
| 1980. július 20. 18:30 | (11–7)             |       |                     |  |
| 1980. július 20. 18:30 |                    |       |                     |  |

| 1980. július 22. 17:00 | Lengyelország (POL) | 34–19 | Kuba (CUB) |  |
| 1980. július 22. 17:00 | (14–10)             |       |            |  |
| 1980. július 22. 17:00 |                     |       |            |  |

| 1980. július 24. 18:30 | Lengyelország (POL) | 26–12 | Dánia (DEN) |  |
| 1980. július 24. 18:30 | (9–5)               |       |             |  |
| 1980. július 24. 18:30 |                     |       |             |  |

| 1980. július 26. 20:00 | NDK (GDR) | 22–21 | Lengyelország (POL) |  |
| 1980. július 26. 20:00 | (11–9)    |       |                     |  |
| 1980. július 26. 20:00 |           |       |                     |  |

| 1980. július 28. 18:30 | Spanyolország (ESP) | 24–22 | Lengyelország (POL) |  |
| 1980. július 28. 18:30 | (11–13)             |       |                     |  |
| 1980. július 28. 18:30 |                     |       |                     |  |

A 7. helyért
| 1980. július 30. 13:00 | Lengyelország (POL) | 23–22 | Svájc (SUI) |  |
| 1980. július 30. 13:00 | (11–10)             |       |             |  |
| 1980. július 30. 13:00 |                     |       |             |  |

| Csapat              | Helyezés |
| ------------------- | -------- |
| Lengyelország (POL) | 7.       |

## Kosárlabda

### Férfi
| Lengyel férfi kosárlabdacsapat-játékoskeret                                                                           | Lengyel férfi kosárlabdacsapat-játékoskeret                                                              |
| --- | --- |
| - Jerzy Bińkowski - Leszek Doliński - Krzysztof Fikiel - Eugeniusz Kijewski - Marcin Michalski - Mieczysław Młynarski | - Ireneusz Mulak - Zdzisław Myrda - Ryszard Prostak - Wojciech Rosiński - Justyn Węglorz - Dariusz Zelig |

#### Eredmények
Csoportkör
B csoport
| Csapat              | M | Gy | V | P+  | P–  | Pk  |
| ------------------- | - | -- | - | --- | --- | --- |
| Jugoszlávia (YUG)   | 3 | 3  | 0 | 328 | 249 | +79 |
| Spanyolország (ESP) | 3 | 2  | 1 | 286 | 241 | +45 |
| Lengyelország (POL) | 3 | 1  | 2 | 256 | 294 | –38 |
| Szenegál (SEN)      | 3 | 0  | 3 | 196 | 282 | –86 |

| 1980. július 21. | Spanyolország (ESP) | 101–81 | Lengyelország (POL) |  |
| 1980. július 21. | (50–43)             |        |                     |  |

| 1980. július 22. | Jugoszlávia (YUG) | 129–91 | Lengyelország (POL) |  |
| 1980. július 22. | (61–43)           |        |                     |  |

| 1980. július 23. | Lengyelország (POL) | 84–64 | Szenegál (SEN) |  |
| 1980. július 23. | (44–30)             |       |                |  |

A 7–12. helyért
- A táblázat tartalmazza
  - az A csoportban lejátszott Csehszlovákia–India 133–65-ös,
  - a B csoportban lejátszott Lengyelország–Szenegál 84–64-es,
  - a C csoportban lejátszott Ausztrália–Svédország 64–55-ös eredményét is.

| Csapat              | M | Gy | V | P+  | P–  | Pk   |
| ------------------- | - | -- | - | --- | --- | ---- |
| Lengyelország (POL) | 5 | 4  | 1 | 453 | 359 | +94  |
| Ausztrália (AUS)    | 5 | 4  | 1 | 417 | 381 | +36  |
| Csehszlovákia (TCH) | 5 | 3  | 2 | 474 | 377 | +97  |
| Svédország (SWE)    | 5 | 3  | 2 | 375 | 341 | +34  |
| Szenegál (SEN)      | 5 | 1  | 4 | 345 | 396 | –51  |
| India (IND)         | 5 | 0  | 5 | 329 | 539 | –210 |

| 1980. július 25. | Lengyelország (POL) | 113–67 | India (IND) |  |
| 1980. július 25. | (63–33)             |        |             |  |

| 1980. július 26. | Lengyelország (POL) | 101–74 | Ausztrália (AUS) |  |
| 1980. július 26. | (42–35)             |        |                  |  |

| 1980. július 27. | Lengyelország (POL) | 88–84 | Csehszlovákia (TCH) |  |
| 1980. július 27. | (46–48)             |       |                     |  |

| 1980. július 28. | Svédország (SWE) | 70–67 | Lengyelország (POL) |  |
| 1980. július 28. | (40–33)          |       |                     |  |

| Csapat              | Helyezés |
| ------------------- | -------- |
| Lengyelország (POL) | 7.       |

## Lovaglás
Díjlovaglás
| Versenyző                                     | Ló           | Versenyszám | Selejtező | Selejtező | Döntő   | Döntő    |
| Versenyző                                     | Ló           | Versenyszám | Pont      | Hely.     | Pont    | Helyezés |
| --------------------------------------------- | ------------ | ----------- | --------- | --------- | ------- | -------- |
| Józef Zagor                                   | Helios       | Egyéni      | 1061      | 11.       | 804     | 10.      |
| Elżbieta Morciniec                            | Sum          | Egyéni      | 954       | 13.       | kiesett | kiesett  |
| Wanda Wąsowska                                | Damask       | Egyéni      | 930       | 14.       | kiesett | kiesett  |
| Józef Zagor Elżbieta Morciniec Wanda Wąsowska | lásd fentebb | Csapat      |           |           | 2,945   | 4.       |

Díjugratás
| Versenyző                                                 | Ló                            | Versenyszám | 1. forduló | 1. forduló | 2. forduló | 2. forduló | Összesen | Összesen |
| Versenyző                                                 | Ló                            | Versenyszám | Pont       | Hely.      | Pont       | Hely.      | Pont     | Helyezés |
| --------------------------------------------------------- | ----------------------------- | ----------- | ---------- | ---------- | ---------- | ---------- | -------- | -------- |
| Jan Kowalczyk                                             | Artemor                       | Egyéni      | 4,00       | 1.         | 4,00       | 1.         | 8,00     |          |
| Wiesław Hartman                                           | Norton                        | Egyéni      | 4,00       | 1.         | 12,00      | 8.         | 16,00    | 6.       |
| Marian Kozicki                                            | Bremen                        | Egyéni      | 12,00      | 7.         | 12,50      | 10.        | 24,50    | 8.       |
| Jan Kowalczyk Wiesław Hartman Marian Kozicki Janusz Bobik | Artemor Norton Bremen Szampan | Csapat      | 32,00      | 2.         | 24,00      | 3.         | 56,00    |          |

Lovastusa
| Versenyző                                                              | Ló           | Versenyszám | Díjlovaglás | Díjlovaglás | Tereplovaglás | Tereplovaglás | Díjugratás | Díjugratás | Végeredmény | Végeredmény |
| Versenyző                                                              | Ló           | Versenyszám | Bünt.       | Hely.       | Bünt.         | Hely.         | Bünt.      | Hely.      | Bünt.       | Helyezés    |
| ---------------------------------------------------------------------- | ------------ | ----------- | ----------- | ----------- | ------------- | ------------- | ---------- | ---------- | ----------- | ----------- |
| Mirosław Szłapka                                                       | Erywan       | Egyéni      | 52,40       | 3.          | 184,40        | 6.            | 5,00       | 5.         | 241,80      | 6.          |
| Jacek Wierzchowiecki                                                   | Bastion      | Egyéni      | 43,00       | 1.          | 368,80        | 15.           | 0,00       | 1.         | 411,80      | 13.         |
| Stanisław Jasiński                                                     | Hangar       | Egyéni      | 55,80       | 10.         | kizárták      | kizárták      | kiesett    | kiesett    | kiesett     | kiesett     |
| Jacek Daniluk                                                          | Len          | Egyéni      | 49,20       | 2.          | nem ért célba | nem ért célba | kiesett    | kiesett    | kiesett     | kiesett     |
| Mirosław Szłapka Jacek Wierzchowiecki Jacek Daniluk Stanisław Jasiński | lásd fentebb | Csapat      | 144,60      | 1.          | nem ért célba | nem ért célba | kiesett    | kiesett    | kiesett     | kiesett     |

## Műugrás
Férfi
| Versenyző       | Versenyszám    | Selejtező | Selejtező | Döntő   | Döntő    |
| Versenyző       | Versenyszám    | Pont      | Helyezés  | Pont    | Helyezés |
| --------------- | -------------- | --------- | --------- | ------- | -------- |
| Roman Godziński | Egyéni műugrás | 462,480   | 19.       | kiesett | kiesett  |

Női
| Versenyző    | Versenyszám        | Selejtező | Selejtező | Döntő   | Döntő    |
| Versenyző    | Versenyszám        | Pont      | Helyezés  | Pont    | Helyezés |
| ------------ | ------------------ | --------- | --------- | ------- | -------- |
| Ewa Kucińska | Egyéni toronyugrás | 308,880   | 13.       | kiesett | kiesett  |

## Ökölvívás
| Versenyző            | Versenyszám   | Selejtező         | 32-es főtábla                         | Nyolcaddöntő                              | Negyeddöntő                      | Elődöntő                             | Döntő                      | Helyezés |
| Versenyző            | Versenyszám   | Ellenfél Eredmény | Ellenfél Eredmény                     | Ellenfél Eredmény                         | Ellenfél Eredmény                | Ellenfél Eredmény                    | Ellenfél Eredmény          | Helyezés |
| -------------------- | ------------- | ----------------- | ------------------------------------- | ----------------------------------------- | -------------------------------- | ------------------------------------ | -------------------------- | -------- |
| Henryk Pielesiak     | Papírsúly     |                   | Ri Bjonguk (Ri Byeong-uk) (PRK) · 2:3 | kiesett                                   | kiesett                          | kiesett                              | kiesett                    | 17.      |
| Henryk Średnicki     | Légsúly       |                   | erőnyerő                              | Webbyego Mwangu (ZAM) · 5:0               | Viktor Mirosnicsenko (URS) · 0:5 | kiesett                              | kiesett                    | 5.       |
| Ryszard Czerwiński   | Harmatsúly    | erőnyerő          | Firmin Abissi (BEN) · KO              | Dumitru Cipere (ROU) · 0:5                | kiesett                          | kiesett                              | kiesett                    | 9.       |
| Krzysztof Kosedowski | Pehelysúly    | erőnyerő          | Ku Jongdzso (Gu Yeong-jo) (PRK) · 5:0 | Dejan Marović (YUG) · 4:1                 | Sidnei dal Rovere (BRA) · 5:0    | Adolfo Horta (CUB) · mérkőzés nélkül | kiesett                    |          |
| Kazimierz Adach      | Könnyűsúly    |                   | Bounphisith Songkhamphou (LAO) · RSC  | Omari Golaya (TAN) · 5:0                  | Florin Livadaru (ROU) · RSC      | Angel Herrera (CUB) · 0:5            | kiesett                    |          |
| Bogdan Gajda         | Kisváltósúly  |                   | Shadrach Odhiambo (SWE) · 1:4         | kiesett                                   | kiesett                          | kiesett                              | kiesett                    | 17.      |
| Kazimierz Szczerba   | Váltósúly     |                   | Miroslav Pavlov (TCH) · RSC           | Kebede Sahilu (ETH) · 5:0                 | Ionel Buduşan (ROU) · RSC        | John Mugabi (UGA) · 2:3              | kiesett                    |          |
| Zygmunt Gosiewski    | Nagyváltósúly |                   | Armando Martínez (CUB) · 0:5          | kiesett                                   | kiesett                          | kiesett                              | kiesett                    | 17.      |
| Jerzy Rybicki        | Középsúly     |                   | erőnyerő                              | Tarmo Uusivirta (FIN) · RSC               | Peter Odhiambo (UGA) · 5:0       | Viktor Szavcsenko (URS) · RSC        | kiesett                    |          |
| Paweł Skrzecz        | Félnehézsúly  |                   |                                       | Mohamed Bouchiche (ALG) · mérkőzés nélkül | Georgică Donici (ROU) · 4:1      | Ricardo Rojas (CUB) · 3:2            | Slobodan Kačar (YUG) · 1:4 |          |
| Grzegorz Skrzecz     | Nehézsúly     |                   |                                       | Willie Isangura (TAN) · RSC               | Teófilo Stevenson (CUB) · KO     | kiesett                              | kiesett                    | 5.       |

RSC – a mérkőzésvezető megállította a mérkőzést

## Öttusa
| Versenyző                                      | Versenyszám | Lovaglás | Lovaglás | Lovaglás | Lovaglás | Vívás    | Vívás | Vívás | Lövészet | Lövészet | Lövészet | Úszás    | Úszás | Úszás | Futás   | Futás | Futás | Összesen    | Összesen |
| Versenyző                                      | Versenyszám | Idő      | Bünt.    | Pont     | Hely.    | Eredmény | Pont  | Hely. | Pontszám | Pont     | Hely.    | Idő      | Pont  | Hely. | Idő     | Pont  | Hely. | Összes pont | Helyezés |
| ---------------------------------------------- | ----------- | -------- | -------- | -------- | -------- | -------- | ----- | ----- | -------- | -------- | -------- | -------- | ----- | ----- | ------- | ----- | ----- | ----------- | -------- |
| Janusz Pyciak-Peciak                           | Egyéni      | 1:54,3   | 30       | 1070     | 12.      | 23–19    | 844   | 13.   | 193      | 978      | 20.      | 3:32,992 | 1172  | 14.   | 13:07,8 | 1204  | 5.    | 5268        | 6.       |
| Jan Olesiński                                  | Egyéni      | 2:00,2   | 62       | 1038     | 19.      | 22–20    | 818   | 17.   | 193      | 978      | 20.      | 3:34,197 | 1160  | 17.   | 13:00,7 | 1225  | 3.    | 5219        | 11.      |
| Marek Bajan                                    | Egyéni      | 1:56,6   | 0        | 1100     | 3.       | 23–19    | 844   | 13.   | 189      | 890      | 33.      | 3:23,983 | 1244  | 6.    | 13:52,8 | 1069  | 24.   | 5147        | 18.      |
| Janusz Pyciak-Peciak Jan Olesiński Marek Bajan | Csapat      |          |          | 3208     | 1.       |          | 2506  | 5.    |          | 2846     | 8.       |          | 3576  | 3.    |         | 3498  | 2.    | 15 634      | 4.       |

## Röplabda

### Férfi
| Lengyel férfi röplabdacsapat-játékoskeret                                                            | Lengyel férfi röplabdacsapat-játékoskeret                                                       |
| --- | ----------------------------------------------------------------------------------------------- |
| - Bogusław Kanicki - Lech Łasko - Leszek Molenda - Maciej Jarosz - Robert Malinowski - Ryszard Bosek | - Tomasz Wójtowicz - Wiesław Czaja - Wiesław Gawłowski - Włodzimierz Nalazek - Wojciech Drzyzga |

#### Eredmények
Csoportkör
B csoport
|                     |      | Mérkőzések | Mérkőzések | Szettek | Szettek | Szettek | Pontok | Pontok | Pontok |
| Csapat              | Pont | Gy         | V          | Sz+     | Sz–     | SzA     | P+     | P–     | PA     |
| ------------------- | ---- | ---------- | ---------- | ------- | ------- | ------- | ------ | ------ | ------ |
| Lengyelország (POL) | 7    | 3          | 1          | 11      | 5       | 2,200   | 221    | 172    | 1,285  |
| Románia (ROU)       | 7    | 3          | 1          | 10      | 5       | 2,000   | 215    | 138    | 1,558  |
| Brazília (BRA)      | 6    | 2          | 2          | 9       | 8       | 1,125   | 215    | 196    | 1,097  |
| Jugoszlávia (YUG)   | 6    | 2          | 2          | 8       | 8       | 1,000   | 189    | 177    | 1,068  |
| Líbia (LBA)         | 4    | 0          | 4          | 0       | 12      | 0,000   | 23     | 180    | 0,128  |

| 1980. július 20. 17:30 | Lengyelország (POL)        | 3–1 | Jugoszlávia (YUG) |  |
| 1980. július 20. 17:30 | (15–11, 11–15, 15–3, 15–7) |     |                   |  |

| 1980. július 22. 17:30 | Lengyelország (POL)         | 3–1 | Románia (ROU) |  |
| 1980. július 22. 17:30 | (9–15, 15–12, 15–13, 15–13) |     |               |  |

| 1980. július 24. 17:30 | Lengyelország (POL) | 3–0 | Líbia (LBA) |  |
| 1980. július 24. 17:30 | (15–1, 15–3, 15–1)  |     |             |  |

| 1980. július 28. 17:30 | Brazília (BRA)                     | 3–2 | Lengyelország (POL) |  |
| 1980. július 28. 17:30 | (13–15, 18–20, 17–15, 15–11, 15–5) |     |                     |  |

Elődöntő
| 1980. július 31. 17:30 | Bulgária (BUL)       | 3–0 | Lengyelország (POL) |  |
| 1980. július 31. 17:30 | (15–13, 15–13, 15–7) |     |                     |  |

Bronzmérkőzés
| 1980. július 31. 19:30 | Románia (ROU)              | 3–1 | Lengyelország (POL) |  |
| 1980. július 31. 19:30 | (15–10, 9–15, 15–13, 15–9) |     |                     |  |

| Csapat              | Helyezés |
| ------------------- | -------- |
| Lengyelország (POL) | 4.       |

## Sportlövészet
Nyílt
| Versenyző           | Versenyszám           | Pont | Helyezés |
| ------------------- | --------------------- | ---- | -------- |
| Andrzej Macur       | Gyorstüzelő pisztoly  | 591  | 14.      |
| Józef Zapędzki      | Gyorstüzelő pisztoly  | 591  | 14.      |
| Sławomir Romanowski | Szabadpisztoly        | 558  | 10.      |
| Erwin Matelski      | Szabadpisztoly        | 557  | 13.      |
| Krzysztof Stefaniak | Sportpuska, fekvő     | 598  | 4.       |
| Piotr Kosmatko      | Sportpuska, fekvő     | 596  | 10.      |
| Eugeniusz Pędzisz   | Sportpuska, összetett | 1156 | 8.       |
| Romuald Siemionow   | Sportpuska, összetett | 1153 | 11.      |
| Jerzy Greszkiewicz  | Futócéllövészet       | 576  | 10.      |
| Eugeniusz Janczak   | Futócéllövészet       | 555  | 17.      |
| Wiesław Gawlikowski | Skeet                 | 192  | 19.      |
| Hubert Pawłowski    | Skeet                 | 188  | 28.      |

## Súlyemelés
| Versenyző          | Versenyszám | Szakítás | Szakítás | Lökés    | Lökés    | Összesen | Helyezés |
| Versenyző          | Versenyszám | Eredmény | Helyezés | Eredmény | Helyezés | Összesen | Helyezés |
| ------------------ | ----------- | -------- | -------- | -------- | -------- | -------- | -------- |
| Stefan Leletko     | 52 kg       | 105,0    | 6.       | 135,0    | 2.       | 240,0    | 5.       |
| Tadeusz Dembończyk | 56 kg       | 120,0    | 2.       | 145,0    | 5.       | 265,0    |          |
| Marek Seweryn      | 60 kg       | 127,5    | 2.       | 155,0    | 3.       | 282,5    |          |
| Antoni Pawlak      | 60 kg       | 120,0    | 6.       | 155,0    | 3.       | 275,0    | 4.       |
| Zbigniew Kaczmarek | 67,5 kg     | 140,0    | 6.       | 177,5    | 5.       | 317,5    | 6.       |
| Jan Lisowski       | 82,5 kg     | 150,0    | 8.       | 205,0    | 3.       | 355,0    | 4.       |
| Paweł Rabczewski   | 82,5 kg     | 155,0    | 4.       | 195,0    | 6.       | 350,0    | 6.       |
| Witold Walo        | 90 kg       | 160,0    | 6.       | 200,0    | 4.       | 360,0    | 5.       |
| Tadeusz Rutkowski  | +110 kg     | 180,0    | 4.       | 227,5    | 2.       | 407,5    |          |
| Robert Skolimowski | +110 kg     | 175,0    | 6.       | 210,0    | 7.       | 385,0    | 7.       |

## Torna
Férfi
| Versenyző          | Versenyszám      | Selejtező | Selejtező | Döntő    | Döntő    |
| Versenyző          | Versenyszám      | Pontszám  | Helyezés  | Pontszám | Helyezés |
| ------------------ | ---------------- | --------- | --------- | -------- | -------- |
| Andrzej Szajna     | Talaj            | 19,05     | 21.       | kiesett  | kiesett  |
| Andrzej Szajna     | Ugrás            | 19,20     | 35.       | kiesett  | kiesett  |
| Andrzej Szajna     | Korlát           | 18,10     | 58.       | kiesett  | kiesett  |
| Andrzej Szajna     | Nyújtó           | 18,70     | 26.       | kiesett  | kiesett  |
| Andrzej Szajna     | Gyűrű            | 18,90     | 27.       | kiesett  | kiesett  |
| Andrzej Szajna     | Lólengés         | 18,90     | 29.       | kiesett  | kiesett  |
| Andrzej Szajna     | Egyéni összetett | 112,85    | 30.       | 114,225  | 17.      |
| Waldemar Woźniak   | Talaj            | 18,10     | 55.       | kiesett  | kiesett  |
| Waldemar Woźniak   | Ugrás            | 19,25     | 30.       | kiesett  | kiesett  |
| Waldemar Woźniak   | Korlát           | 18,55     | 47.       | kiesett  | kiesett  |
| Waldemar Woźniak   | Nyújtó           | 18,45     | 39.       | kiesett  | kiesett  |
| Waldemar Woźniak   | Gyűrű            | 18,30     | 47.       | kiesett  | kiesett  |
| Waldemar Woźniak   | Lólengés         | 18,20     | 47.       | kiesett  | kiesett  |
| Waldemar Woźniak   | Egyéni összetett | 110,85    | 47.       | 111,575  | 29.      |
| Krzysztof Potaczek | Talaj            | 17,70     | 63.       | kiesett  | kiesett  |
| Krzysztof Potaczek | Ugrás            | 18,70     | 54.       | kiesett  | kiesett  |
| Krzysztof Potaczek | Korlát           | 18,45     | 52.       | kiesett  | kiesett  |
| Krzysztof Potaczek | Nyújtó           | 17,85     | 59.       | kiesett  | kiesett  |
| Krzysztof Potaczek | Gyűrű            | 16,80     | 65.       | kiesett  | kiesett  |
| Krzysztof Potaczek | Lólengés         | 18,55     | 37.       | kiesett  | kiesett  |
| Krzysztof Potaczek | Egyéni összetett | 108,05    | 63.       | kiesett  | kiesett  |

Női
| Versenyző | Versenyszám      | Selejtező | Selejtező | Döntő    | Döntő    |
| Versenyző | Versenyszám      | Pontszám  | Helyezés  | Pontszám | Helyezés |
| --- | ---------------- | --------- | --------- | -------- | -------- |
| Anita Jokiel | Talaj            | 18,95     | 32.       | kiesett  | kiesett  |
| Anita Jokiel | Ugrás            | 18,80     | 38.       | kiesett  | kiesett  |
| Anita Jokiel | Felemás korlát   | 18,75     | 36.       | kiesett  | kiesett  |
| Anita Jokiel | Gerenda          | 18,45     | 38.       | kiesett  | kiesett  |
| Anita Jokiel | Egyéni összetett | 74,95     | 38.       | 74,825   | 18.      |
| Małgorzata Majza | Talaj            | 19,15     | 30.       | kiesett  | kiesett  |
| Małgorzata Majza | Ugrás            | 18,70     | 41.       | kiesett  | kiesett  |
| Małgorzata Majza | Felemás korlát   | 18,90     | 35.       | kiesett  | kiesett  |
| Małgorzata Majza | Gerenda          | 18,45     | 38.       | kiesett  | kiesett  |
| Małgorzata Majza | Egyéni összetett | 75,20     | 37.       | 74,500   | 20.      |
| Łucja Matraszek-Chydzińska                                                                                               | Talaj            | 19,00     | 31.       | kiesett  | kiesett  |
| Łucja Matraszek-Chydzińska                                                                                               | Ugrás            | 19,05     | 31.       | kiesett  | kiesett  |
| Łucja Matraszek-Chydzińska                                                                                               | Felemás korlát   | 19,15     | 27.       | kiesett  | kiesett  |
| Łucja Matraszek-Chydzińska                                                                                               | Gerenda          | 18,95     | 27.       | kiesett  | kiesett  |
| Łucja Matraszek-Chydzińska                                                                                               | Egyéni összetett | 76,15     | 32.       | 46,475   | 36.      |
| Wiesława Żelaskowska | Talaj            | 18,95     | 32.       | kiesett  | kiesett  |
| Wiesława Żelaskowska | Ugrás            | 18,50     | 43.       | kiesett  | kiesett  |
| Wiesława Żelaskowska | Felemás korlát   | 18,10     | 48.       | kiesett  | kiesett  |
| Wiesława Żelaskowska | Gerenda          | 18,75     | 33.       | kiesett  | kiesett  |
| Wiesława Żelaskowska | Egyéni összetett | 74,30     | 41.       | kiesett  | kiesett  |
| Agata Jaroszek-Karczmarek                                                                                                | Talaj            | 18,40     | 43.       | kiesett  | kiesett  |
| Agata Jaroszek-Karczmarek                                                                                                | Ugrás            | 18,90     | 35.       | kiesett  | kiesett  |
| Agata Jaroszek-Karczmarek                                                                                                | Felemás korlát   | 18,60     | 40.       | kiesett  | kiesett  |
| Agata Jaroszek-Karczmarek                                                                                                | Gerenda          | 17,75     | 53.       | kiesett  | kiesett  |
| Agata Jaroszek-Karczmarek                                                                                                | Egyéni összetett | 73,65     | 42.       | kiesett  | kiesett  |
| Katarzyna Snopko | Talaj            | 18,75     | 38.       | kiesett  | kiesett  |
| Katarzyna Snopko | Ugrás            | 18,70     | 41.       | kiesett  | kiesett  |
| Katarzyna Snopko | Felemás korlát   | 18,35     | 43.       | kiesett  | kiesett  |
| Katarzyna Snopko | Gerenda          | 17,65     | 55.       | kiesett  | kiesett  |
| Katarzyna Snopko | Egyéni összetett | 73,45     | 44.       | kiesett  | kiesett  |
| Łucja Matraszek-Chydzińska Małgorzata Majza Anita Jokiel Wiesława Żelaskowska Agata Jaroszek-Karczmarek Katarzyna Snopko | Csapat összetett |           |           | 376,15   | 7.       |

## Úszás
Férfi
| Versenyző              | Versenyszám    | Előfutam | Előfutam | Előfutam | Elődöntő | Elődöntő | Elődöntő | Döntő   | Döntő    |
| Versenyző              | Versenyszám    | Idő      | Hely.    | Össz.    | Idő      | Hely.    | Össz.    | Idő     | Helyezés |
| ---------------------- | -------------- | -------- | -------- | -------- | -------- | -------- | -------- | ------- | -------- |
| Zbigniew Januszkiewicz | 200 m hát      | 2:08,11  | 7.       | 19.      |          |          |          | kiesett | kiesett  |
| Bogusław Zychowicz     | 100 m pillangó | 57,21    | 4.       | 16.      | 57,43    | 8.       | 16.      | kiesett | kiesett  |
| Bogusław Zychowicz     | 200 m pillangó | 2:04,33  | 3.       | 12.      |          |          |          | kiesett | kiesett  |
| Leszek Górski          | 400 m vegyes   | 4:26,02  | 2.       | 2.       |          |          |          | 4:28,89 | 7.       |
| Dariusz Wolny          | 400 m vegyes   | 4:31,28  | 4.       | 11.      |          |          |          | kiesett | kiesett  |

Női
| Versenyző          | Versenyszám    | Előfutam | Előfutam | Előfutam | Döntő   | Döntő    |
| Versenyző          | Versenyszám    | Idő      | Hely.    | Össz.    | Idő     | Helyezés |
| ------------------ | -------------- | -------- | -------- | -------- | ------- | -------- |
| Agnieszka Czopek   | 400 m vegyes   | 4:49,04  | 2.       | 2.       | 4:48,17 |          |
| Agnieszka Czopek   | 200 m hát      | 2:23,06  | 6.       | 18.      | kiesett | kiesett  |
| Magdalena Białas   | 200 m hát      | 2:26,85  | 8.       | 20.      | kiesett | kiesett  |
| Magdalena Białas   | 400 m vegyes   | 4:51,59  | 3.       | 3.       | 4:53,30 | 8.       |
| Dorota Brzozowska  | 100 m pillangó | 1:04,04  | 4.       | 14.      | kiesett | kiesett  |
| Dorota Brzozowska  | 200 m pillangó | 2:14,74  | 2.       | 5.       | 2:14,12 | 5.       |
| Małgorzata Różycka | 200 m pillangó | 2:19,70  | 6.       | 16.      | kiesett | kiesett  |

## Vitorlázás
Nyílt
| Versenyző                                 | Versenyszám     | Futam | Futam  | Futam | Futam | Futam  | Futam | Futam  | Pontszám | Helyezés |
| Versenyző                                 | Versenyszám     | 1     | 2      | 3     | 4     | 5      | 6     | 7      | Pontszám | Helyezés |
| ----------------------------------------- | --------------- | ----- | ------ | ----- | ----- | ------ | ----- | ------ | -------- | -------- |
| Ryszard Skarbiński                        | Finn dingi      | 13,0  | (23,0) | 14,0  | 11,7  | 11,7   | 15,0  | 5,7    | 71,1     | 7.       |
| Leon Wróbel Tomasz Stocki                 | 470-es osztály  | 0,0   | 15,0   | 13,0  | 8,0   | 0,0    | 17,0  | (18,0) | 53,0     | 5.       |
| Tomasz Holc Zbigniew Malicki              | Csillaghajó     | 17,0  | 16,0   | 16,0  | 15,0  | (20,0) | 20,0  | 5,7    | 89,7     | 12.      |
| Bogdan Kramer Jarogniew Krüger            | Tornádó         | 15,0  | 15,0   | 15,0  | 15,0  | (16,0) | 14,0  | 15,0   | 89,0     | 9.       |
| Jan Bartosik Jerzy Wujecki Zdzisław Kotla | Soling          | 14,0  | 11,7   | 8,0   | 14,0  | (15,0) | 15,0  | 14,0   | 76,7     | 9.       |
| Andrzej Iwiński Ludwik Raczyński          | Repülő hollandi | 17,0  | (22,0) | 13,0  | 16,0  | 15,0   | 17,0  | 18,0   | 96,0     | 11.      |

## Vívás
Férfi
| Versenyző                                                                              | Versenyszám       | Selejtező | Selejtező | Selejtező | Selejtező | Főtábla                          | Főtábla                          | Vigaszág                      | Vigaszág                 | Vigaszág          | Döntő | Döntő                                    | Helyezés |
| Versenyző                                                                              | Versenyszám       | 1. kör | 1. kör    | 2. kör | 2. kör    | 1. kör                           | 2. kör                           | 1. kör                        | 2. kör                   | 3. kör            | Döntő | Döntő                                    | Helyezés |
| Versenyző                                                                              | Versenyszám       | Ellenfél Eredmény | Hely.     | Ellenfél Eredmény | Hely.     | Ellenfél Eredmény                | Ellenfél Eredmény                | Ellenfél Eredmény             | Ellenfél Eredmény        | Ellenfél Eredmény | Ellenfél Eredmény | Hely.                                    | Helyezés |
| -------------------------------------------------------------------------------------- | ----------------- | --- | --------- | --- | --------- | -------------------------------- | -------------------------------- | ----------------------------- | ------------------------ | ----------------- | --- | ---------------------------------------- | -------- |
| Lech Koziejowski                                                                       | Tőr, egyéni       | 6. csoport · Guillermo Betancourt (CUB) · 5–2 · Pierre Harper (GBR) · 5–1 · Klaus Haertter (GDR) · 4–5                                                      | 2.        | 2. csoport · Frédéric Pietruszka (FRA) · 2–5 · Demény László (HUN) · 5–3 · Stéphane Ganeff (BEL) · 5–1 · Pierre Harper (GBR) · 5–4 · Aljakszandr Ramanykov (URS) · 5–3 | 2.        | Hartmuth Behrens (GDR) · GY      | Aljakszandr Ramanykov (URS) · GY |                               |                          |                   | Kuki Péter (ROU) · 5–1 · Szabirzsan Ruzijev (URS) · 2–5 · Aljakszandr Ramanykov (URS) · 2–5 · Pascal Jolyot (FRA) · 4–5 · Volodimir Szmirnov (URS) · 2–5 | 5.                                       | 5.       |
| Adam Robak                                                                             | Tőr, egyéni       | 1. csoport · Dany Haddad (LIB) · 5–3 · Tahar Hamou (ALG) · 5–3 · Szelei István (HUN) · 5–3 · Volodimir Szmirnov (URS) · 5–4                                 | 1.        | 4. csoport · Klaus Haertter (GDR) · 1–5 · Miguel Roca (ESP) · 5–2 · Federico Cervi (ITA) · 5–1 · Pascal Jolyot (FRA) · 5–1 · Szabirzsan Ruzijev (URS) · 5–3            | 1.        | Szabirzsan Ruzijev (URS) · V     |                                  | Klaus Haertter (GDR) · GY     | Szelei István (HUN) · V  | kiesett           | kiesett | kiesett                                  | 9.       |
| Bogusław Zych                                                                          | Tőr, egyéni       | 5. csoport · Ahmed Al-Ahmed (KUW) · 5–2 · Efigenio Favier (CUB) · 5–4 · Hartmuth Behrens (GDR) · 5–2 · Kuki Péter (ROU) · 2–5                               | 2.        | 3. csoport · Didier Flament (FRA) · 5–2 · Heriberto González (CUB) · 5–4 · Klaus Kotzmann (GDR) · 4–5 · Szelei István (HUN) · 2–5 · Volodimir Szmirnov (URS) · 3–5     | 4.        | Volodimir Szmirnov (URS) · V     |                                  | Frédéric Pietruszka (GDR) · V | kiesett                  | kiesett           | kiesett | kiesett                                  | 13.      |
| Andrzej Lis                                                                            | Párbajtőr, egyéni | 5. csoport · Guillermo Betancourt (CUB) · 5–4 · Heikki Hulkkonen (FIN) · 5–2 · Steven Paul (GBR) · 5–4 · Pethő László (HUN) · 5–3                           | 1.        | 3. csoport · Greg Benko (AUS) · 4–5 · Oldřich Kubišta (TCH) · 5–2 · Johan Harmenberg (SWE) · 5–4 · Pethő László (HUN) · 4–5 · Philippe Riboud (FRA) · 3–5              | 4.        | Alekszandr Abusahmetov (URS) · V |                                  | Philippe Boisse (FRA) · V     | kiesett                  | kiesett           | kiesett | kiesett                                  | 13.      |
| Piotr Jabłkowski                                                                       | Párbajtőr, egyéni | 1. csoport · Philippe Riboud (FRA) · 3–5 · Peder Planting (FIN) · 5–4 · José Pérez (ESP) · 5–1 · Stéphane Ganeff (BEL) · 5–0                                | 1.        | 2. csoport · Efigenio Favier (CUB) · 3–5 · Ioan Popa (ROU) · 5–5 · Philippe Boisse (FRA) · 3–5 · Borisz Lukomszkij (URS) · 3–5 · Rolf Edling (SWE) · 4–5               | 6.        | kiesett                          | kiesett                          | kiesett                       | kiesett                  | kiesett           | kiesett | kiesett                                  | 22.      |
| Leszek Swornowski                                                                      | Párbajtőr, egyéni | 7. csoport · Dany Haddad (LIB) · 5–1 · Mohamed Al-Thuwani (KUW) · 5–2 · Patrick Picot (FRA) · 5–4 · John Llewellyn (GBR) · 5–5 · Pongrácz Antal (ROU) · 1–5 | 4.        | kiesett | kiesett   | kiesett                          | kiesett                          | kiesett                       | kiesett                  | kiesett           | kiesett | kiesett                                  | 25.      |
| Andrzej Kostrzewa                                                                      | Kard, egyéni      | 4. csoport · Ahmed Al-Ahmed (KUW) · 5–0 · Ioan Pop (ROU) · 5–2 · Viktor Krovopuszkov (URS) · 0–5 · Hriszto Etropolszki (BUL) · 0–5                          | 4.        | 3. csoport · Mark Slade (GBR) · 5–1 · Mario Aldo Montano (ITA) · 5–4 · Cornel Marin (ROU) · 2–5 · Gedővári Imre (HUN) · 4–5 · Viktor Krovopuszkov (URS) · 2–5          | 4.        | Jacek Bierkowski (POL) · GY      | Hriszto Etropolszki (BUL) · V    |                               | Michele Maffei (ITA) · V | kiesett           | kiesett | kiesett                                  | 9.       |
| Jacek Bierkowski                                                                       | Kard, egyéni      | 6. csoport · Ali Al-Khawajah (KUW) · 5–2 · Marin Mustaţă (ROU) · 5–2 · Gerevich Pál (HUN) · 5–2 · Ferdinando Meglio (ITA) · 5–4                             | 1.        | 2. csoport · Ioan Pop (ROU) · 4–5 · Peter Ulbrich (GDR) · 5–2 · Leszek Jabłonowski (POL) · 5–2 · Gerevich Pál (HUN) · 5–3 · Vaszil Etropolszki (BUL) · 5–2             | 1.        | Andrzej Kostrzewa (POL) · V      |                                  | Ferdinando Meglio (ITA) · V   | kiesett                  | kiesett           | kiesett | kiesett                                  | 13.      |
| Leszek Jabłonowski                                                                     | Kard, egyéni      | 1. csoport · Valentín Paraíso (ESP) · 5–4 · José Laverdecia (CUB) · 4–5 · Vaszil Etropolszki (BUL) · 3–5 · Gedővári Imre (HUN) · 3–5                        | 4.        | 2. csoport · Peter Ulbrich (GDR) · 5–3 · Ioan Pop (ROU) · 5–2 · Gerevich Pál (HUN) · 4–5 · Vaszil Etropolszki (BUL) · 2–5 · Leszek Jabłonowski (POL) · 5–2             | 5.        | kiesett                          | kiesett                          | kiesett                       | kiesett                  | kiesett           | kiesett | kiesett                                  | 17.      |
| Adam Robak Bogusław Zych Lech Koziejowski Marian Sypniewski                            | Tőr, csapat       | 3. csoport · NDK (GDR) · 9–5 · Kuvait (KUW) · 15–1 | 1.        | |           | Magyarország (HUN) · 9–7         | Szovjetunió (URS) · 7–9          |                               |                          |                   | Bronzmérkőzés · NDK (GDR) · 9–5 | Bronzmérkőzés · NDK (GDR) · 9–5          |          |
| Andrzej Lis Mariusz Strzałka Leszek Swornowski Ludomir Chronowski Piotr Jabłkowski     | Párbajtőr, csapat | 2. csoport · Szovjetunió (URS) · 5–7 · Kuba (CUB) · 12–4 | 2.        | |           | Svédország (SWE) · 8–6 ·         | Románia (ROU) · 10–4             |                               |                          |                   | Franciaország (FRA) · 4–8 | Franciaország (FRA) · 4–8                |          |
| Tadeusz Piguła Leszek Jabłonowski Jacek Bierkowski Andrzej Kostrzewa Marian Sypniewski | Kard, csapat      | 2. csoport · NDK (GDR) · 9–7 · Bulgária (BUL) · 9–7 | 1.        | |           | Románia (ROU) · 9–7 ·            | Olaszország (ITA) · 5–10         |                               |                          |                   | Bronzmérkőzés · Magyarország (HUN) · 6–9 | Bronzmérkőzés · Magyarország (HUN) · 6–9 | 4.       |

Női
| Versenyző                                                                                        | Versenyszám | Selejtező | Selejtező | Selejtező | Selejtező | Főtábla                            | Főtábla                            | Vigaszág                       | Vigaszág                  | Vigaszág                          | Döntő | Döntő                                    | Helyezés |
| Versenyző                                                                                        | Versenyszám | 1. kör | 1. kör    | 2. kör | 2. kör    | 1. kör                             | 2. kör                             | 1. kör                         | 2. kör                    | 3. kör                            | Döntő | Döntő                                    | Helyezés |
| Versenyző                                                                                        | Versenyszám | Ellenfél Eredmény | Hely.     | Ellenfél Eredmény | Hely.     | Ellenfél Eredmény                  | Ellenfél Eredmény                  | Ellenfél Eredmény              | Ellenfél Eredmény         | Ellenfél Eredmény                 | Ellenfél Eredmény | Hely.                                    | Helyezés |
| ------------------------------------------------------------------------------------------------ | ----------- | --- | --------- | --- | --------- | ---------------------------------- | ---------------------------------- | ------------------------------ | ------------------------- | --------------------------------- | --- | ---------------------------------------- | -------- |
| Barbara Wysoczańska                                                                              | Tőr, egyéni | 2. csoport · Micheline Borghs (BEL) · 4–5 · Suzana Ardeleanu (ROU) · 5–4 · Clara Alfonso (CUB) · 5–3 · Jelena Belova (URS) · 2–5                                       | 3.        | 3. csoport · Mitzi Ferguson (AUS) · 5–1 · Margarita Rodríguez (CUB) · 5–3 · Gabriele Janke (GDR) · 5–0 · Brigitte Latrille-Gaudin (FRA) · 5–2 · Jelena Belova (URS) · 5–0 | 1.        | Valentyina Szidorova (URS) · GY    | Pascale Trinquet-Hachin (FRA) · GY |                                |                           |                                   | Ecaterina Stahl-Iencic (ROU) · 2–5 · Dorina Vaccaroni (ITA) · 5–4 · Brigitte Latrille-Gaudin (FRA) · 5–3 · Pascale Trinquet-Hachin (FRA) · 5–1 · Maros Magda (HUN) · 2–5 | 3.                                       |          |
| Delfina Skąpska                                                                                  | Tőr, egyéni | 3. csoport · Nailja Giljazova (URS) · 5–3 · Marlene Font (CUB) · 5–4 · Susanna Batazzi (ITA) · 5–3 · Brigitte Latrille-Gaudin (FRA) · 2–5                              | 2.        | 2. csoport · Nailja Giljazova (URS) · 2–5 · Marcela Moldovan-Zsak (ROU) · 5–3 · Marlene Font (CUB) · 5–2 · Véronique Brouquier (FRA) · 5–2 · Mandy Niklaus (GDR) · 5–1    | 1.        | Katarína Lokšová-Ráczová (TCH) · V |                                    | Véronique Brouquier (FRA) · GY | Tordasi Ildikó (HUN) · GY | Pascale Trinquet-Hachin (FRA) · V | kiesett | kiesett                                  | 7.       |
| Jolanta Królikowska                                                                              | Tőr, egyéni | 4. csoport · Helen Smith (AUS) · 5–2 · Tordasi Ildikó (HUN) · 1–5 · Katarína Lokšová-Ráczová (TCH) · 4–5 · Sabine Hertrampf (GDR) · 1–5 · Dorina Vaccaroni (ITA) · 4–5 | 6.        | kiesett | kiesett   | kiesett                            | kiesett                            | kiesett                        | kiesett                   | kiesett                           | kiesett | kiesett                                  | 30.      |
| Delfina Skąpska Agnieszka Dubrawska Jolanta Królikowska Barbara Wysoczańska Kamilla Składanowska | Tőr, csapat | 3. csoport · Magyarország (HUN) · 6–10 · Nagy-Britannia (GBR) · 12–4                                                                                                   | 1.        | |           | Kuba (CUB) · 9–7                   | Szovjetunió (URS) · 3–9            |                                |                           |                                   | Bronzmérkőzés · Magyarország (HUN) · 7–9 | Bronzmérkőzés · Magyarország (HUN) · 7–9 | 4.       |